# ОЖК Ница
Олимпик Жимнаст Клюб дьо Нис-Кот д'Азюр (на френски: Olympique Gymnaste Club de Nice-Côte d'Azur) е френски футболен клуб от град Ница. Основан е на 9 юли 1904 г.

## Успехи
- Лига 1
  - Шампион (4): 1951, 1952, 1956, 1959
- Лига 2
  - Шампион (4): 1948, 1965, 1970, 1994
- Купа на Франция
  - Победител (3): 1952, 1954, 1997

## Известни бивши футболисти
- Филип Леонард
- Жуст Фонтен
- Рикардо Замора

## Бивши треньори
- Карлос Бианки
- Клод Пюел